# Rodzina Pascuala Duarte
Rodzina Pascuala Duarte (hiszp. La familia de Pascual Duarte) to powieść Camilo José Celi, opublikowana w październiku 1942 roku. Powieść, napisana w formie pamiętnika, opisuje fragmenty życia głównego bohatera, Pascuala Duarte. Powieść pojawia się w rankingu 100 najlepszych powieści hiszpańskich XX wieku magazynu El mundo. W Polsce książka została wydana w 1963 roku przez wydawnictwo Czytelnik, w przekładzie Zofii Szleyen. 
Rodzina Pascuala Duarte zapoczątkowała nurt zwany tremendyzmem, który jest odmianą realizmu. Tremendyzm łączy w sobie cechy powieści łotrzykowskiej, naturalizmu oraz powieści społecznej. Nurt ten pojawia się w Hiszpanii po zakończeniu Wojny Domowej, a to, co go wyróżnia, to egzystencjalizm i skrajny realizm. Mimo czasu, w którym powstała, powieść nigdy bezpośrednio nie nawiązuje do wojny, a jedynie pokazuje jej konsekwencje. 
Książka przedstawia pesymistyczny pogląd na ludzką egzystencję. Cechuje ją determinizm  oraz fatalizm, a życie ludzkie przedstawione jest jako życie w nędzy. Taki obraz związany jest z mroczną atmosferą powojennej ery. Bohaterów cechuje niepewność oraz samotność. Cierpią, a ich sytuacje życiowe są bardzo skrajne. Główny bohater wydaje się być ofiarą społeczeństwa lub choroby psychicznej. Powieść porusza tematykę życia na wsi, w Estremadurze, która była jednym z najbiedniejszych regionów w Hiszpanii, a ówczesnym głównym zajęciem ludności na tych ziemiach było polowanie, rybołówstwo i hodowla świń. 
Autor przełamuje tabu, w bezpośredni sposób odwołuje się do tematów niepożądanych przez ówczesne społeczeństwo i zachowań, które nie odpowiadają normom społecznym. Często nawiązuje do przemocy, pojęcia zemsty i nienawiści, roli Kościoła w życiu człowieka oraz seksualności, która często rządzi zachowaniem bohaterów. Postacie są „zezwierzęcone”, zachowują się zgodnie ze swoim instynktem, wydaje się, że są wręcz pozbawione wszelkich uczuć, a przez to nieludzkie. Często są to postacie z marginesu społeczeństwa (np. żigolacy, prostytutki, niepełnosprawni). Są to jednostki różniące się od reszty społeczeństwa. Bohaterów cechuje brak nadziei na jakąkolwiek poprawę ich sytuacji życiowej.

## Budowa powieści
Książka stworzona jest z kilku tekstów napisanych przez różnych autorów. Są to:
- Notatka od transkrybenta informująca o odkryciu rękopisu napisanego przez Pascuala Duarte i uzasadniająca publikację historii, która ma odtąd służyć jako przestroga, ukazując zachowania, jakich należy unikać.
- List do Pana Barrery z dnia 15 lutego 1937 roku zapowiadający wysłanie oryginału rękopisu z celi śmierci przez Pascuala. Rękopis traktowany jest jako publiczna spowiedź bohatera. Pascual twierdzi w nim, że nie pisze w celu usprawiedliwienia się, ale aby uspokoić swoje sumienie.
- Klauzula do testamentu pana Barrery z dnia 11 maja 1937 roku, która nawiązuje do rękopisu i według której paczkę z papierami opisaną nazwiskiem Pascuala Duarte należy spalić bez czytania, ponieważ jest sprzeczna z wszelkimi dobrymi manierami. Mimo wszystko, Barrera dodaje, że jeśli jakimś cudem paczka po osiemnastu miesiącach nie spłonie, to należy do osoby, która ją znajdzie.
- Wspomnienia Pascuala Duarte złożone z dziewiętnastu rozdziałów. Pascual dedykuje swoje pismo pamięci "wybitnego patrycjusza" Don Jesusa Gonzáleza de la Riva, hrabiego Torremeji, który, kiedy przyszedł go wykończyć, nazwał go Pascualillo i uśmiechnął się[14].
- Kolejna notatka od transkrybenta, w której uważa on, że Pascual prawdopodobnie był zamknięty w więzieniu Chinchilla w Monte-Aragón do 1935 lub 1936 roku. Możemy założyć, że bohater wraca do więzienia, prawdopodobnie za zabójstwo swojej matki. Czytelnicy mogą również przypuszczać, że Pascual zamordował Don Jesusa, chociaż nie zostały im przedstawione motywy tej zbrodni.
- Dwa listy, w których śmierć Pascuala Duarte jest przedstawiona na różne sposoby. Pierwszy list został napisany przez kapelana więzienia w Badajoz, w którym twierdzi, że Pascual był odważny i po chrześcijańsku zaakceptował swoją sytuację, chociaż na końcu trochę stracił panowanie nad sobą. Drugi list pochodzi od strażnika z więzienia, w którym opowiada nam, że Pascual początkowo dzielnie stawiał czoła swojemu przeznaczeniu, by w końcu okazać się tchórzem. Nigdy nie ujawniono daty śmierci Pascuala.

Wspomnienia Pascuala Duarte składają się z 19 rozdziałów, które są podzielone na 5 części:
1. W pierwszej części, Pascual opowiada o swoim życiu, opisuje swoje miasto, dom i rodzinę, ludzi, którzy go otaczają i wpływają na jego życie.
2. Druga część przedstawia nam jego przeszłość, bohater dzieli się w niej swoimi wędrówkami i myślami.
3. W trzeciej części, składającej się z sześciu rozdziałów, Pascual stara nam pokazać się pozytywną stronę samego siebie (jako brata, ojca, męża).
4. Czwarta część to przerwa na refleksję, bohater opowiada tutaj o swojej spowiedzi.
5. W ostatnich fragmentach, czytelnikom zostają wyjaśnione okoliczności śmierci matki Pascuala oraz jego ucieczki.

## Streszczenie
Powieść opowiada o życiu Pascuala Duarte, które zostało opisane przez niego samego w  więzieniu. Już na początku Pascual twierdzi, że nie jest zły, chociaż nie brak mu ku temu motywów. Opisuje swoje rodzinne miasto oraz swój nędzny dom nad strumykiem, nad który często chodzi łowić węgorze i polować na króliki ze swoim psem Chispą. W czasie jednej z tych wypraw morduje swojego psa, ponieważ nie podoba mu się sposób, w jaki ten na niego patrzy.
Pascual nie ma dobrych wspomnień z dzieciństwa. O jego rodzicach wiemy tyle, że ojciec jest Portugalczykiem, a matka brudną alkoholiczką i że często go biją. Pascual szkołę rzuca w wieku 12 lat. Ma młodszą siostrę, Rosario, która w wieku 14 lat kradnie rodzinie pieniądze i zaczyna się prostytuować. Rosario zakochuje się w Estirao, młodym toreadorze, który zostaje jej alfonsem. Pascual nie znosi tego człowieka.
Kiedy Rosario ma około 15 lat, na świat przychodzi Mario, ich niepełnosprawny intelektualnie młodszy brat. Tego samego dnia, z wściekłości umiera Esteban, ich ojciec. Przez całe życie matka gardzi swoim niepełnosprawnym synem. Gdy Mario umiera w wieku 10 lat, tonąc w słoju z olejem, ta nie opłakuje jego śmierci, co powoduje, że Pascual zaczyna ją głęboko nienawidzić.
Pascual zaczyna spotykać się z Lolą, która zachodzi z nim w ciążę. Pobierają się i wyjeżdżają do Meridy na miesiąc miodowy. Po powrocie z podróży Pascual rani w walce na noże Zacarię, starego przyjaciela, z którym często spotyka się w barze. Lola roni ciążę, gdy klacz zrzuca ją na ziemię. Pełen wściekłości Pascual zabija zwierzę. Po poronieniu mija rok, aż Lola znów zachodzi w ciążę i rodzi Pascualilla. Dziecko umiera mając 11 miesięcy.
Pascual ucieka do Madrytu, gdzie mieszka przez dwa tygodnie u znajomego robotnika, a następnie wyjeżdża do La Coruña, gdzie odkrywa, że nie stać go na podróż do Ameryki, którą planował. Jako że nie chce wrócić do swojej wioski, podejmuje się wszystkich możliwych prac. Mija półtora roku zanim zaczyna tęsknić za żoną.
Po powrocie, Lola przyznaje, że jest w ciąży. Pascual sugeruje aborcję, ale ta się nie zgadza. Okazuje się, że ojcem dziecka jest Estirao. Pascual przyrzeka, że go nie zabije, jednak to Lola umiera. Zaślepiony zazdrością, idzie do domu swojej siostry, żeby odnaleźć alfonsa, jednak go tam nie znajduje. Gdy tylko Estirao wraca do miasteczka, Pascual, wbrew swojej obietnicy złożonej Loli, zabija go.
Po tej zbrodni trafia do więzienia, ale za dobre sprawowanie zostaje wypuszczony po trzech latach. Po powrocie Rosario znajduje mu dziewczynę, Esperanzę, siostrzenicę Engracii, która wcześniej towarzyszyła przy porodach ich matki. Pascual bierze ją za żonę. Dwa miesiące później, Esperanza prosi go, żeby się wyprowadzili, ponieważ nie może znieść swojej teściowej. Pascual postanawia zabić swoją matkę w czasie snu, lecz kiedy chce to zrobić, ta budzi się i zaczyna bronić. W trakcie walki, Pascual podcina jej gardło i ucieka.
Książkę zamyka notatka transkrybenta, który twierdzi, że przejrzał rękopis i nie znalazł nic o ostatnich latach życia Pascuala Duarte. Możliwe jest, że wrócił do więzienia w Chinchilli, z którego prawdopodobnie wyszedł przed rozpoczęciem wojny. Transkrybent przedstawia dwa listy, które świadczą o śmierci Pascuala. Są to pisma od ojca Santiago Lureña, jego spowiednika w więzieniu w Badajoz oraz od kaprala Straży Obywatelskiej, Cesáreo Martína. Listy te przedstawiają dwa odmienne stanowiska wobec śmierci Pascuala: jeden heroiczny, a drugi tchórzliwy.

## Analiza języka powieści
Większość tekstu powieści to zbiór wspomnień bohatera, który w pierwszej osobie opisuje wybrane fragmenty swojego życia, w formie pamiętnika lub dziennika, co pozwala zaliczyć Rodzinę Pascuala Duarte do powieści autobiograficznych. Narracja jest chronologiczna, pozbawiona skoków czasowych, a jednocześnie fragmentaryczna, ponieważ Pascual nie opowiada o całym swoim życiu, tylko o jego znaczących momentach. W powieści dominuje wewnętrzny monolog. Chociaż pojawiają się dialogi, służą one jedynie zaznaczaniu akcji. Czas i przestrzeń zredukowane są do doświadczeń jednej postaci. 
Język powieści jest bezpośredni, klarowny i potoczny. W książce występuje wiele kolokwializmów i regionalizmów. Słownictwo jest proste i bezpośrednie, a tekst jest funkcjonalny. Brak w nim wyniosłości. Występują wulgaryzmy, język bywa wręcz agresywny i szorstki, w celu podkreślenia nędzy i brzydoty. Nacisk kładziony jest na kontrasty. Taka maniera ma na celu nadanie powieści wiarygodności.

## Adaptacje
Na podstawie powieści, w 1975 roku, powstał film o tytule „Pascual Duarte”. Jest to hiszpański film fabularny w reżyserii Ricarda Franca. W główną rolę wciela się José Luis Gómez.
5 grudnia 1982 roku, Teatr Polskiego Radia wystawił przedstawienie o tytule „Spowiedź Pascuala Duarte”.  Za reżyserię odpowiadali Zofia Szleyen i Andrzej Zakrzewski. W tytułową rolę wcielił się Tomasz Zaliwski. Za oprawę muzyczną odpowiedzialna była Mirosława Janeta.